# Communauté de communes du pays de la Fillière
Pour les articles homonymes, voir Fillière et CCPF.
La communauté de communes du pays de la Fillière ou du Pays de Fillière est une ancienne communauté de communes française du département de la Haute-Savoie. Elle tire son nom de la vallée où s'écoule la rivière de La Fillière. 
Elle a laissé place, le 1er janvier 2017, à la commune nouvelle de Fillière, regroupement de cinq des anciennes communes, lesquelles deviennent déléguées : Aviernoz, Évires, Les Ollières, Saint-Martin-Bellevue et Thorens-Glières. La commune de Fillière compte parmi les trente quatre communes du Grand Annecy.

## Histoire
Un référendum a été tenu le 11 octobre 2015 sur l'ensemble des communes de la CCPF pour décider de la création d'une commune nouvelle sur les bases de la communauté de communes, pour ensuite intégrer la communauté de l'agglomération annécienne,. À la suite de ce référendum, la proposition de fusion est stoppée. En effet, à l'issue des votes, deux communes, Groisy et Charvonnex, voient le nombre des opposants majoritaires. Pour les communes de Saint-Martin-Bellevue et Villaz le taux de participation n'est pas atteint.
Finalement, la fusion entre Évires, Thorens-Glières, Aviernoz, Les Ollières et Saint-Martin-Bellevue a lieu le 1er janvier 2017 pour donner naissance à la commune nouvelle appelée Fillière.
Le 1er janvier 2017 est également la date à laquelle la communauté de communes du pays de la Fillière fusionne avec la communauté de l'agglomération d'Annecy, la communauté de communes du pays d'Alby-sur-Chéran, la communauté de communes de la rive gauche du lac d'Annecy et la communauté de communes de la Tournette, pour former Grand Annecy.

## Composition
La communauté de communes du pays de la Fillière rassemblait neuf communes.
| Nom                     | Code Insee | Gentilé                        | Superficie (km2) | Population (dernière pop. légale) | Densité (hab./km2) |
| ----------------------- | ---------- | ------------------------------ | ---------------- | --------------------------------- | ------------------ |
| Thorens-Glières (siège) | 74282      | Thoranais                      | 63,05            | 3 163 (2014)                      | 50                 |
| Aviernoz                | 74022      | Vernodiens                     | 15,90            | 897 (2014)                        | 56                 |
| Charvonnex              | 74062      | Charvonnois                    | 4,71             | 1 228 (2014)                      | 261                |
| Évires                  | 74120      | Évirois                        | 19,49            | 1 415 (2014)                      | 73                 |
| Groisy                  | 74137      | Groisiliens                    | 21,44            | 3 465 (2014)                      | 162                |
| Nâves-Parmelan          | 74198      | Naverains                      | 5,39             | 955 (2014)                        | 177                |
| Les Ollières            | 74204      | Olliérois                      | 11,64            | 852 (2014)                        | 73                 |
| Saint-Martin-Bellevue   | 74245      | Saint-Martinois ou Martinerois | 9,33             | 2 587 (2014)                      | 277                |
| Villaz                  | 74303      | Villazois                      | 15,27            | 3 367 (2014)                      | 220                |

## Siège de la communauté de communes du pays de la Fillière
Le siège administratif et le conseil de communauté étaient installés à Thorens-Glières, route des Fleuris, dans un bâtiment contemporain.
Les locaux techniques sont sis au Vuaz, commune d'Aviernoz.

## Compétences
Ses compétences étaient :
- - le Développement Économique, à travers la création de zone d'activité d’intérêt communautaire.
- - le Tourisme, à ce titre elle soutient financièrement l'Office de Tourisme Intercommunal, dont le siège est à Thorens-Glières, elle prélève la Taxe de Séjour, reversée intégralement aux actions touristiques.
- - l'Aménagement du territoire, elle participe au SCOT, schéma de cohérence territorial du Bassin Annecien.
- - la Protection et la mise en valeur de environnement (Syndicat intercommunal des eaux de la Fillière), élimination et valorisation des déchets, assainissement collectif et non collectif, conception et balisage de sentier, entretien et prévention des risques liés aux cours d'eau d’intérêt communautaire : Fillière, Fier, Daudens, Flan et Usses. La Régie des eaux de la Fillière adhère au SILA, syndicat du lac d'Annecy, pour l'élimination des déchets ménagers et l'assainissement collectif.
- - la Politique de l'Habitat
- - le soutien aux activités culture et sports, et aux associations, d'intérêt communautaire.
- - l'action sociale, au travers de la mise à disposition, et l'entretien, de l'EHPAD de Groisy, résidence de personnes âgées dépendantes, la participation financière aux actions de l'ADMR, le contrat Enfance-Jeunesse avec la CAF.
- - la Sécurité Incendie, et l'adhésion au SDIS, Service Départemental d'Incendie et de Secours.
- - le Transport, avec l'organisation du Transport Scolaire et de toute action en faveur du développement des modes de transports alternatifs, la navette Mobil'Alp Glières.

Elle réfléchissait à la mise en œuvre de nouvelles compétences : 
- - action en faveur de la petite enfance, crèches, RAM, Assistantes Maternelles
- - gestion des équipements sportifs d’intérêt communautaire
- - autres ...

## Problématique
Des associations écologistes ont manifesté contre la présence de mâchefers découverte sur le site de la carrière des Lapiaz à Aviernoz. La mise en place d'une protection et le suivi périodique du site a permis de mettre en évidence la préservation de l'environnement.